# رضاقلی‌میرزا ظلی
رضا قُلی میرزا ظِلّی (۱۲۸۵ – ۲۳ بهمن ۱۳۲۴ ه‍.ش) خواننده موسیقی سنتی ایرانی بود. او آواز ایرانی را از اقبال‌آذر و عارف قزوینی آموخت. برخی از آثار وی در سال‌های ۱۳۱۱ و ۱۳۱۲ توسط ساسان سپنتا به شیوهٔ آنالوگ بر صفحه‌های ریل مغناطیسی ضبط شده است.

## زندگی
رضا قُلی میرزا ظِلّی قاجار در سال ۱۲۸۵ خورشیدی در تهران متولد شد. پدرش احمدمیرزا ظِلّی قاجار از نوادگان علی میرزا ظل‌السلطان پسر فتحعلی شاه قاجار بود که هنگام کودکی وی درگذشت. رضا قلی زیر نظر برادر بزرگترش علی‌قلی میرزا پرورش یافت. هنگام تحصیل در دوره دوم متوسطه در اداره تلفن (مخابرات) استخدام شد و سپس به آموزگاری مشغول شد.
مدتی هم در مدرسه زرتشتیان تدریس کرد و سرانجام در بانک ملی ایران استخدام شد. او از جوانی صدای خوبی داشت و بر حسب اتفاق در رشت با عارف قزوینی آشنا شد. این آشنایی سبب شد تا ضمن بهره‌مندی از صدای عارف با دستگاه‌های موسیقی ایرانی آشنا شود. ظلی مدتی هم نزد ابوالحسن اقبال آذر تعلیم آواز دید. شهرت ظلی در حوالی دههٔ ۱۳۱۰ شمسی بود و به خاطر صدای خوش با چند تن از نوازندگان مشهور آن زمان آشنایی و همکاری هنری کرد.

## آثار
رضا قلی میرزا ظلی صفحهٔ گرامافونی با ارسلان درگاهی ،احمد عبادی (سه‌تار)، ابوالحسن صبا (ویولن) و مشیر همایون شهردار (پیانو) ضبط کرده است.
از جمله آوازهای او آواز اصفهان است که محمدرضا لطفی در بروشور آلبوم بازسازی‌اش از این آواز دربارهٔ آن نوشته: «این آواز در دورهٔ خودش یکی از آوازهای مورد توجه عام و خاص بود و تا به امروز، بیشتر خوانندگان مانند بنان و شجریان متأثر از آن بوده و هستند.»
به عقیده بسیاری از صاحب‌نظران رضا قلی میرزا ظلی یکی از خوانندگانی است که در آوازهایش بهترین تحریرها را ارائه داده است.
او با وجود عمر کوتاهی که داشت آثارش در حد خوانندگان درجه اولی چون طاهرزاده، قمرالملوک، اقبال آذر و ادیب خوانساری است.

## بیماری و درگذشت
ظلی در حدود سال ۱۳۱۶ به بیماری سل ریوی مبتلا شد و پزشکان او را از خوانندگی منع کردند و بنا به تجویز آنان مدتی به شیراز و همدان رفت. ظلی توصیه پزشکان را گاه نشنیده می‌گرفت و ناگزیر می‌خواند. در این مدت کنسرتی نیز همراه با تار علی‌اکبر شهنازی در تهران برگزار کرد. در دوره جنگ جهانی دوم بر اثر پیش‌روی بیماری سل جسم او بیش از پیش ضعیف شد و در زمستان ۱۳۲۴ بر اثر سرماخوردگی شدید در بیمارستان بانک ملی در تهران بستری شد و سرانجام در ۲۳ بهمن ۱۳۲۴ در ۳۹ سالگی درگذشت. پیکر او در امامزاده عبدالله ری به خاک سپرده شد.